# Alamanno Salviati
Alamanno Salviati, né le 21 mars 1669 à Florence en Toscane, alors dans le grand-duché de Toscane et mort le 24 février 1733 à Rome, est un cardinal italien du XVIIIe siècle.

## Biographie
Descendant de la noble et riche famille Salviati de Florence, Alamanno Salviati est le fils cadet de Giovanni Vincenzo Salviati, marquis de Montieri, et de Laura Corsi, des marquis de Caiazzo.
Il reçoit le titre de docteur en droit auprès de l'Université de Pise en 1696, avant de se lancer dans une carrière au sein de l’Église.
Protonotaire apostolique en 1707, il est nommé vice-légat à Avignon de 1711 à 1717, puis président de la légation à Urbino.
Le pape Benoît XIII le crée cardinal lors du consistoire du 8 février 1730, avec la charge de Santa Maria in Ara coeli. Il participe au conclave de 1730 (élection de Clément XII).
Le cardinal Salviati est préfet du Tribunal suprême de la Signature apostolique à partir du 27 juillet 1730, puis légat apostolique à Urbino en 1731-1732.
Il meurt à Rome mais ses cendres seront rapportées à Florence par sa famille. Il est enterré dans la crypte de la Chapelle Salviati, aux côtés de Saint Antonin Pierozzi, dans la basilique Saint-Marc.

### Sources
- Fiche du cardinal Alamanno Salviati sur le site fiu.edu